# Abyssocucumis
Genre
Abyssocucumis est un genre d'holothuries (concombres de mer) abyssales de la famille des Cucumariidae. 

## Liste des espèces
Selon World Register of Marine Species (6 mars 2015) :
- Abyssocucumis abyssorum (Théel, 1886)
- Abyssocucumis albatrossi (Cherbonnier, 1941)

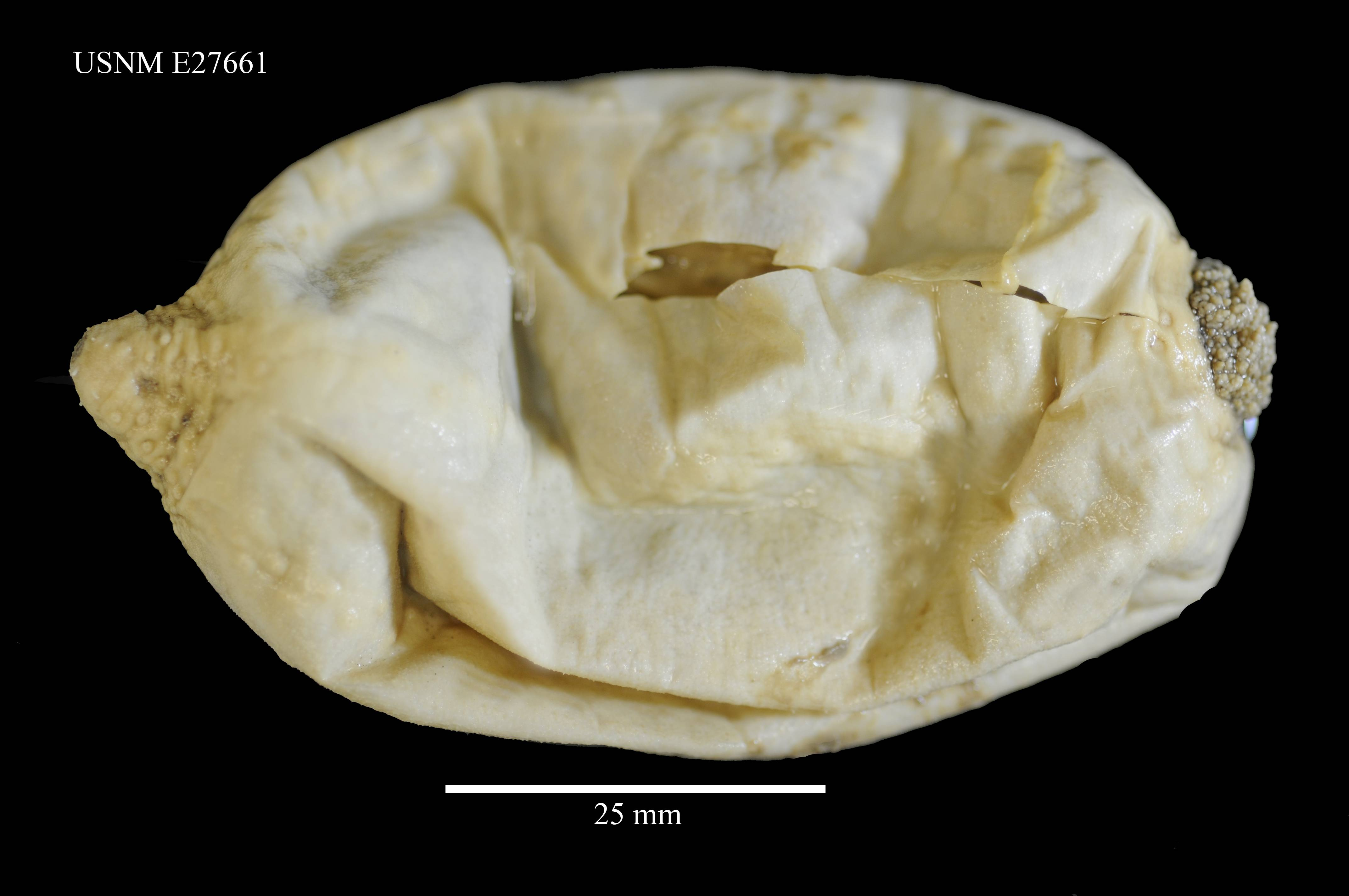
Abyssocucumis abyssorum